# Бојмунте
Бојмунте су насељено мјесто у Босни и Херцеговини, у граду Ливну, које административно припада Федерацији Босне и Херцеговине. Према попису становништва из 2013. године, у насељу је живјело свега 19 становника. Сви становници су били Срби.

## Географија
Смештено је између села Челебић и Радановци на почетку локалног пута који се одваја од регионалног пута Ливно-Босанско Грахово.

## Становништво
Године 1991. у селу је живео 91 становник, од чега 91 Срба.
| Националност       | 2013. | 1991. | 1981. | 1971. | 1961. |
| Срби               | 19    | 91    | 115   | 151   | 156   |
| Југословени        | —     |       | 11    |       |       |
| остали и непознато |       |       | 2     | 1     |       |
| Укупно             | 19    | 91    | 128   | 152   | 156   |

| Демографија | Демографија | Демографија |
| Година      | Становника  | Становника  |
| ----------- | ----------- | ----------- |
| 1961.       | 156         |             |
| 1971.       | 152         |             |
| 1981.       | 128         |             |
| 1991.       | 91          |             |
| 2013.       | 19          |             |